# Heinz Lorenz
Heinz Lorenz (Schwerin, 7 août 1913 - 23 novembre 1985) était le chef du secrétariat de presse du dictateur Adolf Hitler pendant la Seconde Guerre mondiale.
Il devient l'attaché de presse du Führerbunker en 1945 pendant la bataille de Berlin. À cette date, bien que les systèmes de communication du Troisième Reich soient presque complètement détruits, Lorenz fit partie d'un groupe d'Allemands qui produisaient des rapports d'information en synthétisant les dépêches des Alliés.
Lorenz travaillait pour le compte du général Hans Krebs, de Bernd von Freytag-Loringhoven et de Gerhardt Boldt. Il surveillait les dépêches de Reuters émises par la BBC ; Hitler ne sut jamais rien de cette supercherie.
Le 28 avril 1945, Lorenz apprit à Hitler la tentative de négociation d'Heinrich Himmler avec les Alliés.

## Source
- (en) Cet article est partiellement ou en totalité issu de l’article de Wikipédia en anglais intitulé « Heinz Lorenz » (voir la liste des auteurs).